# Mihael IV. Paflagonec
Mihael IV. Paflagonec (grško starogrško Μιχαὴλ (Δ´) ὁ Παφλαγών  [Mihaēl o Paflagōn]) je bil cesar Bizantinskega cesarstva, ki je vladal od 11. aprila 1034 do svoje smrti 10. decembra 1041, * 1010, Paflagonija, † 10. december 1041, Konstantinopel.
Na prestol je prišel po zaslugi cesarice Zoe, hčerke cesarja Konstantina VIII. in žene cesarja Romana III. Argira.

## Vzpon na prestol
Mihael je bil sin paflagonskih kmetov. Eden od njegovih bratov je bil parakoimomenos Ivan  Orfanotrof, ki je nadziral osebje v ženskem delu cesarske palače in je na dvor pripeljal svoje mlajše brate. Najmlajši brat Mihael je postal ljubljenec cesarice Zoe in leta 1033 njen komornik. Pred imenovanjem je bil menjalec in domnevno ponarejevalec denarja.
Mihael je kmalu postal tudi cesaričin ljubimec in Zoa je začela odkrito govoriti, da bo iz njega naredila cesarja. Ko je za govorice izvedel Zoin mož Roman III., je Mihaela zaslišal, on pa je obtožbe seveda zavrnil in prisegal na svete relikvije.
11. aprila 1034 so Romana III. našli mrtvega v njegovi kopalnici. Po dvoru so se takoj razširile govorice, da sta ga Zoa in Mihael nameravala zastrupiti s počasi delujočim strupom, ker strup ni deloval dovolj hitro, pa sta postala nestrpna in ga zadavila ali utopila. Govorice je podkrepila hitrost njune poroke, saj sta se še isti dan poročila. Naslednji dan, 12. aprila 1034, sta pozvala patriarha Alekseja I., da opravi kronanje  novega cesarja. Patriarh je Mihaelovo kronanje sprva odklonil, po prejemu  50 funtov zlata pa se je omehčal in ga kronal za cesarja Mihaela IV..

## Vladanje

### Notranja politika
Mihael IV. je bil lep, pameten in radodaren, vendar neizobražen in je trpel zaradi epileptičnih  napadov. Zaradi tega je bil na začetku vladanja zelo odvisen od  nekoga, ki je vladal  v njegovem imenu. Zoa je bila prepričana, da bo Mihaela laže obvladovala kot Romana, vendar se je motila. Mihael jo je zaradi strahu, da ga bo doletela enaka usoda kot njegovega predhodnika, povsem izključil iz politike in priprl v palačo Ginaikeion. Zaradi družinskega in zdravstvenega stanja je vladanje prepustil svojemu bratu Ivanu Evnuhu, ki je bil že pod Konstantinom VIII. in Romanom III. vpliven minister.
Ivanove reforme vojske in finančnega sistema so za nekaj časa oživile moč cesarstva, višji davki pa so povzročili nezadovoljstvo tako med aristokracijo kot med prebivalci. Ivanova izključna pravica do vladanja in notranja politika sta bila vzroka za več neuspelih zarot proti njemu in Mihaelu in uporov v Antiohiji, Nikopolu in Bolgariji. Leta 1035 se je lokalno nezadovoljstvo še povečalo zaradi slabe letine in lakote, slabega vremena in rojev kobilic. Ko je Mihael poskusil prevzeti oblast  v Alepu, so meščani odstavili njegovega guvernerja.
Naslednja leta so cesarstvo pretresale zarote in nemiri. Leta 1034 je Mihael aretiral antioškega vojvodo Konstantina Dalasena zaradi suma izdaje in ga obtožil, da podpihuje upor v Antiohiji. Leta 1037 je bila v zaroto, v kateri naj bi Ivana zastrupili, vpletena tudi  cesarica Zoa. Leta 1038 je izbruhnil upor vojske v Anatoliji, ki ga je zatrl Mihaelov brat Konstantin. V neuspelo zaroto leta 1040  je bil vpleten tudi patricij Mihael Kerularij, ki se je rešil z umikom  v samostan in bil kasneje izvoljen za konstantinopelskega patriarha. Med bolgarsko vstajo leta 1040 je bil Ivan prisiljen aretirati domnevne zarotnike v Anatoliji in Konstantinoplu, ki so izkoristili nemire v Bolgariji in poskušali odstaviti cesarja. Stratega Teodoziopolisa, ki se je pridružil zarotnikom in poskušal zavzeti Solun, mu ni uspelo ujeti.

### Vojaške in zunanje zadeve
Na vojaškem področju se je Mihaelova vladavina slabo začela. Arabci so oplenili Miro, Srbi so se otresli bizantinske nadoblasti, Pečenegi pa so skoraj brez ovir prodrli do vrat Soluna. Stanje se je kmalu stabiliziralo. Do leta 1035 so Bizantinci arabske pirate na vzhodu bodisi ujeli ali ubili in osvojili muslimansko trdnjavo Bekri na vzhodni obali jezera Van.  Po  dolgotrajnem obleganju so osvojili tudi Edeso in jo leta 1037 priključili k cesarstvu. 
Na zahodni fronti, na Siciliji, je Mihael ukazal generalu Juriju Manijaku, naj prežene Arabce z otoka. Manijak je na začetku leta 1038 pristal v južni Italiji in kmalu osvojil Mesino, potem pa je začel osvajati raztresene arabske trdnjave in mesta na jugu in zahodu otoka in skoraj pregnal Arabce s Sicilije. Leta 1040 je napadel in osvojil Sirakuze, potem pa se je sprl s svojimi zavezniki Langobardi. Nezadovoljni s plačo so ga zapustili tudi normanski najemniki in sprožili upor na italijanski celini, zaradi katerega so Bizantinci začasno izgubil Bari. Manijak je nameraval udariti po upornikih, vendar ga je Ivan Evnuh prehitel in odpoklical zaradi suma zarote. Po njegovem odpoklicu je bila do leta 1041 večina njegovih osvojitev na Siciliji izgubljena.  Bizantinci so bili na pohodu proti Normanom večkrat poraženi, vendar so ponovno osvojili Bari.
Na severu so Pečenegi sprva prisilili Srbe, da so poiskali  zaščito Bizantinskega cesarstva in priznali  njegovo oblast, potem pa so se Srbi ponovno uprli. Isto leto so enako storili tudi Bolgari v zahodni Bolgariji in Makedoniji. Upor  je bil delno posledica plačevanja visokih davkov v denarju in ne v naravi, kot običajno, delno pa zahteve po obnovitvi samostojne bolgarske države pod vodstvom Petra Deljana. Uporniki so osvojili Beograd in razglasili Deljana za bolgarskega carja. Kmalu zatem so osvojili  tudi Skopje. Mihael je stanje še poslabšal z obtožbo za zaroto in razrešitvijo draškega duxa,  ki je na čelu bizantinske vojske odkorakal proti Deljanu. Duxovi vojaki, večinoma Bolgari, so se pridružili upornikom in pregnali Mihaela IV. Iz okolice Soluna. Drač je bil izgubljen, Peter Deljan  pa ni samo porazil stratega  Grške téme, ampak tudi dvignil upor proti Mihaelu v večjem delu Nikopolske téme, zgrožene zaradi pohlepa Ivana Evnuha. Mihael se je leta 1041 vrnil z vojsko 40.000 mož in nordijskimi najemniki  bodočega norveškega kralja Haralda III. . Mihaelova vojska, zbrana v Mosinopolisu, je čakala bolgarsko vojsko  in zaradi nesoglasij med Bolgari na koncu zmagala in ujela nasprotnikove voditelje. Mihael IV. se je v Konstantinopel vrnil kot veliki zmagovalec, čeprav je  očitno že umiral.

### Bolezen in smrt
Mihaelova epilepsija se je začela leta 1038 vztrajno slabšati in se razvila v hudo vodenico. Cesar je leta 1039 obiskal svetišče svetega Dimitrija v Solunu iskal nebeško pomoč. Z  denarjem je obdaril vsagega meniha in  duhovnika v cesarstvu in vse starše, katerih otrokom je bil boter, vendar brez uspeha. Ivan Evnuh, ki je želel obdržati oblast v svojih rokah, je prisilil Zoo, da je kot Mihaela V., posvojila sina Mihaelove sestre.  Mihael IV. je 10. decembra 1041 umrl. Zoa ga je prosila za dovoljenje, da bi ga pred smrtjo še zadnjič obiskala, vendar ji tega ni dovolil.
Nasledil ga je nečak Mihael V. Kalafat, ki je vladal samo malo več kot štiri mesece.

### Primarni vir
- Mihael Psel. Chronographia.

### Sekundarni viri
- Kazhdan, Alexander, ur. (1991). Oxford Dictionary of Byzantium. New York ; Oxford : Oxford University Press. ISBN 978-0-19-504652-6.
- Norwich, John Julius (1993). Byzantium: The Apogee. London : Penguin Books. COBISS 7402099. ISBN 978-014-011448-5.
- A. Canduci (2010). Triumph and Tragedy: The Rise and Fall of Rome's Immortal Emperors. Pier 9 Books. ISBN 978-1-74196-598-8.
- Garland, Lynda (2006). Zoe Porphyrogenita (wife of Romanus III, Constantine IX, and Michael IV). De Imperatoribus Romanis.
- Warren Treadgold. A History of the Byzantine State and Society. Stanford University Press, 1997. ISBN 0-8047-2630-2.
- George Finlay. History of the Byzantine Empire from 716 – 1057. William Blackwood & Sons, 1853.

| Mihael IV. Paflagonec Makedonska dinastijaRojen: 1010 Umrl: 10. december 1041 |                                                 |                                     |
| Vladarski nazivi                                                              |                                                 |                                     |
| Predhodnik: Roman III. in Zoa                                                 | Cesar Bizantinskega cesarstva (z Zoo) 1034–1041 | Naslednik: Mihael V. Kalafat in Zoa |